# Canton de Monts
Le canton de Monts est une circonscription électorale française du département d'Indre-et-Loire créée par le décret du 18 février 2014 et entrée en vigueur lors des premières élections départementales suivant la publication du décret.

## Histoire
Un nouveau découpage territorial du département d'Indre-et-Loire entre en vigueur à l'occasion des élections départementales de 2015. Il est défini par le décret du 18 février 2014, en application des lois du 17 mai 2013 (loi organique 2013-402 et loi 2013-403). Les conseillers départementaux sont, à compter de ces élections, élus au scrutin majoritaire binominal mixte. Les électeurs de chaque canton élisent au Conseil départemental, nouvelle appellation du Conseil général, deux membres de sexe différent, qui se présentent en binôme de candidats. Les conseillers départementaux sont élus pour 6 ans au scrutin binominal majoritaire à deux tours, l'accès au second tour nécessitant 12,5 % des inscrits au 1er tour. En outre la totalité des conseillers départementaux est renouvelée. Ce nouveau mode de scrutin nécessite un redécoupage des cantons dont le nombre est divisé par deux avec arrondi à l'unité impaire supérieure si ce nombre n'est pas entier impair, assorti de conditions de seuils minimaux. En Indre-et-Loire, le nombre de cantons passe ainsi de 37 à 19.
Le canton de Monts est formé de communes des anciens cantons de Montbazon (7 communes) et de Chambray-lès-Tours (3 communes). Le canton est entièrement inclus dans l'arrondissement de Tours. Le bureau centralisateur est situé à Monts.

## Représentation
| Période élective | Période élective | Mandat | Mandat   | Identité        | Nuance | Nuance | Qualité |
| ---------------- | ---------------- | ------ | -------- | --------------- | ------ | ------ | --- |
| 2015             | 2021             | 2015   | 2021     | Sylvie Giner    |        | LR     | 1ère adjointe au maire de Montbazon (maire depuis 2020) 10ème Vice-Présidente du Conseil départemental, chargée des NTIC, de l'aménagement numérique et des réseaux de communication |
| 2015             | 2021             | 2015   | 2021     | Patrick Michaud |        | UDI    | Maire de Veigné 2ème Vice-Président du Conseil départemental, chargé des infrastructures et des transports                                                                           |
| 2021             | 2028             | 2021   | en cours | Sylvie Giner    |        | LR     | Conseillère sortante, 7ème vice-présidente chargée de la culture, des sports, de la vie associative et de l'aménagement numérique                                                    |
| 2021             | 2028             | 2021   | en cours | Patrick Michaud |        | UDI    | Conseiller sortant, 2ème vice-président chargé des infrastructures routières et des mobilités douces                                                                                 |

### Résultats détaillés

#### Élections de mars 2015
À l'issue du 1er tour des élections départementales de 2015, deux binômes sont en ballottage : Sylvie Giner et Patrick Michaud (Union de la Droite, 30,6 %) et Jean-Claude Landré et Cathy Münsch-Masset (PS, 23,52 %). Le taux de participation est de 51,72 % (13 531 votants sur 26 161 inscrits) contre 50,88 % au niveau départemental et 50,17 % au niveau national.
Au second tour, Sylvie Giner et Patrick Michaud (Union de la Droite) sont élus avec 59,23 % des suffrages exprimés et un taux de participation de 50,57 % (7 146 voix pour 13 231 votants et 26 163 inscrits).

#### Élections de juin 2021
Le premier tour des élections départementales de 2021 est marqué par un très faible taux de participation (33,26 % au niveau national). Dans le canton de Monts, ce taux de participation est de 26,89 % (7 659 votants sur 28 484 inscrits) contre 30,88 % au niveau départemental. À l'issue de ce premier tour, deux binômes sont en ballottage : Sylvie Giner et Patrick Michaud (Union au centre et à droite, 52,84 %) et Frédéric Grillet et Flore Massicard (Union à gauche avec des écologistes, 30,09 %).
Le second tour des élections est marqué une nouvelle fois par une abstention massive équivalente au premier tour. Les taux de participation sont de 34,36 % au niveau national, 31,33 % dans le département et 28,05 % dans le canton de Monts. Sylvie Giner et Patrick Michaud (Union au centre et à droite) sont élus avec 65,35 % des suffrages exprimés (4 930 voix pour 7 991 votants et 28 487 inscrits),,.

## Composition
Le canton de Monts comprend dix communes entières.
| Nom                           | Code Insee | Intercommunalité              | Superficie (km2) | Population (dernière pop. légale) | Densité (hab./km2) | Modifier                                    |
| ----------------------------- | ---------- | ----------------------------- | ---------------- | --------------------------------- | ------------------ | ------------------------------------------- |
| Monts (bureau centralisateur) | 37159      | CC Touraine Vallée de l'Indre | 27,28            | 8 031 (2022)                      | 294                | modifier les données · modifier les données |
| Artannes-sur-Indre            | 37006      | CC Touraine Vallée de l'Indre | 20,97            | 2 782 (2022)                      | 133                | modifier les données · modifier les données |
| Esvres                        | 37104      | CC Touraine Vallée de l'Indre | 35,85            | 6 264 (2022)                      | 175                | modifier les données · modifier les données |
| Montbazon                     | 37154      | CC Touraine Vallée de l'Indre | 6,50             | 4 839 (2022)                      | 744                | modifier les données · modifier les données |
| Pont-de-Ruan                  | 37186      | CC Touraine Vallée de l'Indre | 5,74             | 1 214 (2022)                      | 211                | modifier les données · modifier les données |
| Saint-Branchs                 | 37211      | CC Touraine Vallée de l'Indre | 51,16            | 2 632 (2022)                      | 51                 | modifier les données · modifier les données |
| Sorigny                       | 37250      | CC Touraine Vallée de l'Indre | 43,43            | 2 877 (2022)                      | 66                 | modifier les données · modifier les données |
| Truyes                        | 37263      | CC Touraine Vallée de l'Indre | 16,39            | 2 430 (2022)                      | 148                | modifier les données · modifier les données |
| Veigné                        | 37266      | CC Touraine Vallée de l'Indre | 26,58            | 6 734 (2022)                      | 253                | modifier les données · modifier les données |
| Villeperdue                   | 37278      | CC Touraine Vallée de l'Indre | 11,95            | 1 110 (2022)                      | 93                 | modifier les données · modifier les données |
| Canton de Monts               | 3711       |                               | 245,85           | 38 913 (2022)                     | 158                | modifier les données                        |

## Démographie
En 2022, le canton comptait 38 913 habitants, en évolution de +6,98 % par rapport à 2016 (Indre-et-Loire : +1,67 %, France hors Mayotte : +2,11 %).
| 2013   | 2018   | 2022   |
| ------ | ------ | ------ |
| 34 534 | 37 319 | 38 913 |